# Bernart Arnaut
Bernart Arnaut (fl. XIII secolo) è stato un trovatore occitano attivo nella seconda metà del XV secolo e originario del Périgord.
Ottiene la violeta.con un sirventese (Alscuns pastours, vengutz d'estranh pays) ai Jeux floraux indetti a Tolosa dal Consistori del Gay Saber nel 1472.
Il vers claus è composto di cinque coblas capcaudadas di otto endecasillabi con schema metrico ABBAACCD DEEDDFFG ...
Vers claus
          I

          Alscuns pastours, vengutz d'estranh pays,

          an pres lo carc, si com gens ben apresa,

          a governar d'un seignor de noblesa

          son gran tropel d'ouuellas e polys;

          he le senhor, pensan que lor advis

          le fos util per tener son estat,

          tout le sieu parc en lor mas a pausat,

          que bon entres y dessan tals pastos.

          II

          Car mestre soul le bestia fructuos,

          lo temps passat que l senhor ne tenia,

          fornit l'ostal e sa gent ne bestia;

          oltra l'argent qu'el fasia dels motos

          ny l'autre creys grandamen habondos,

          de cascun an, qu'era tostemps doublat,

          el terradour levava plus de blat;

          don le pays era de bes complit.

          III

          Mas les pastours an tengut aul partit,

          tornatz son lops dedins e may defora,

          cascus de lour tot lo bestia devora,

          entro pertant, que l'an tot consumit;

          per tout estremps se pot ausir lo crit

          del periment d'aquel bestia mingat;

          tout le cabal et gasaing n'es anat;

          enquera plus n'an portadas las pels.

          IV

          Cels demostran que no son ges fisels

          a Jhesu Christ, qu'es lor principal mestre,

          que ls dara mort en aquest mon terrestre;

          car la clamour exausis Dieus del Cels,

          dels oppremitz d'espasas he coutels,

          seguon escrich troban e declarat,

          et lo benfait a toutz remunerat:

          paux an lo sen de cognoyscer lor mal.

          V

          Car procedis per virtut divinal

          contra las gens qu'a Dieu viran l'esquina,

          he toutz homes que viven de rapina

          son obligatz al peccat infernal,

          que les dara la punition tal,

          com s'aparte justa lor malvestat:

          per que degus ensi non sio turbat,

          car mal ou be porta son jutjamen.

          TORNADA

          Tout mon Desir, osta prest mala gen

          del poble trist, qu'an mes a paubretat;

          car, autre plus n'a ges la potestat,

          si coma tu, Regina divinal.

          ENDRESSA

          Vega mos dichs la gran Agla real,

          per que done als malvatz disciplina

          et de benfar a toutz autres doctrina,

          com dels malautz le mege principal.